# Le Loup et les Sept Chevreaux (film, 1957)
Pour le conte initial, voir Le Loup et les Sept Chevreaux.
Pour plus de détails, voir Fiche technique et Distribution.
Le Loup et les Sept Chevreaux (Der Wolf und die sieben Geißlein) est un court métrage ouest-allemand réalisé par Peter Podehl et sorti en 1957.

## Synopsis
Perché sur un sapin, un corbeau coiffé d'un haut de forme rouge à ruban jaune raconte l'histoire.

## Fiche technique
- Titre original : Der Wolf und die sieben Geißlein
- Titre français : Le Loup et les Sept Chevreaux
- Réalisation : Peter Podehl
- Scénario : Konrad Lustig d'après Jacob et Wilhelm Grimm
- Musique : Fred Sporer
- Production : Hubert Schonger
- Société de production : Schongerfilm
- Société de distribution : FSK 6
- Pays d'origine :  Allemagne de l'Ouest
- Langue originale : allemand
- Format : couleur
- Genre : conte
- Durée : 58 minutes
- Dates de sortie : 
  -  Allemagne de l'Ouest : 27 août 1957
  -  États-Unis : novembre 1966
- Dates de sortie DVD : 
  -  Allemagne : avril 2009

## Distribution
- Helmo Kindermann : le loup
- Harriet Gessner : la chèvre
- Jürgen von Alten : le meunier
- Gustav Oehler : le boulanger
- Johannes Buzalski : le boutiquier
- Otto von Frisch : l'enseignant
- Christa Welzmüller : Gucki, la plus jeune chevrelle
- Karl Heinz Millisterfer :
- Uschi Görthofer :
- Dagmar Wolf :
- Hansi Maar :
- Alexander Moch :
- Gaby Lang :

## Source de la traduction
- (de) Cet article est partiellement ou en totalité issu de l’article de Wikipédia en allemand intitulé « Der Wolf und die sieben Geißlein (1957) » (voir la liste des auteurs).